# Rabdosiella
Rabdosiella  é um gênero botânico da família Lamiaceae.

## Espécies
- Rabdosiella calycina
- Rabdosiella ternifolia